# България на летните олимпийски игри 1960
България участва на Летните олимпийски игри 1960 в Рим, Италия.

## Медали

### Злато
- Димитър Добрев — борба, класически стил, средна категория

### Сребро
- Крали Бимбалов — борба, класически стил, тежка категория
- Неждет Залев — Борба, свободен стил, петел
- Станчо Колев — борба, свободен стил, перце

### Бронз
- Велик Капсъзов — гимнастика, халки

- Динко Петров — борба, класически стил, петел

- Еньо Вълчев — борба, свободен стил, лека категория

България завършва с общо 7 медала и 15 място.